# Colonia in Armenia
Colonia ou Koloneia, appelée aussi Colonia in Armenia (arménien : Կոլոնիա) pour la distinguer d'autres villes du même nom, est une ville de l'ancienne Arménie Mineure qui fut habitée à l'époque hellénistique, à l'époque romaine et à l'époque byzantine. Elle devient suffisamment importante pour devenir le siège d'un évêque dont le diocèse est alors suffragant de la province romaine d'Armenia Prima, puis, sous le choc des invasions musulmanes, s'éteint.
Actuellement Colonia est un siège titulaire de l'Église catholique.
Le site est situé à proximité de Şebinkarahisar en Turquie asiatique,.

## Siège titulaire
À la fin du XIXe siècle, le diocèse est restauré en tant que diocèse titulaire (in partibus) catholique arménien sous le nom de Colonia. Ses titulaires sont les évêques suivants :
- Santiago Costamagna, S.D.B. (18 mars 1895 - 9 décembre)
- Edward Francis Hoban (21 novembre 1921 - 21 février 1928) (plus tard archevêque)

En 1929, le siège est élevé au rang d'archidiocèse titulaire  (in partibus). Il prend le nom en 1933 de Colonia in Armenia, pour éviter la confusion avec Colonia in Cappadocia (Colonie de Cappadoce) ou Cologne en Allemagne (appelée Colonia en latin). Il est actuellement vacant. La liste des archevêques titulaires est la suivante :
- Vahan Kitchourian (3 mai 1930 - 8 juin 1931)
- Pierre Kedigian (24 juillet 1936 - 17 septembre 1957)
- Louis Batanian (24 avril 1959 - 4 septembre 1962), en tant qu'évêque auxiliaire de Cilicie des Arméniens (dont le patriarcat siège actuellement à Beyrouth) (24 avril 1959 - 4 septembre 1962); anciennement archevêque de Mardin des Arméniens (en) (Eparchia Mardinensis Chaldaeorum) (5 août 1933 - 10 août 1940), archevêque titulaire (in partibus) de Gabula (10 août 1940 - 6 décembre 1952), archéparque d'Alep des Arméniens (Syrie) (6 décembre 1952 - 24 avril 1959); puis patriarche de Cilicie des Arméniens (Liban) ([4 septembre 1962] 15 novembre 1962 - 22 avril 1976) sous le nom d'Ignace (Iknadios) Pierre XVI Batanian et président du synode de l'Église catholique arménienne (1969 - 22 avril 1976)
- Paul Coussa (26 août 1969 - 27 juin 1983)